# INSEAD

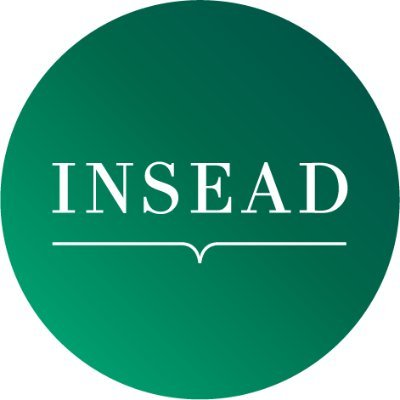

48°24′19″ пн. ш. 2°41′07″ сх. д. / 48.405277777778° пн. ш. 2.6852777777778° сх. д.
INSEAD (/ɪnsiːæd/ IN-see-ad)— європейська бізнес-школа з кампусами в Європі (Франція, Фонтенбло), Азії (Сінгапур) і на Близькому Сході (Об'єднані Арабські Емірати, Абу-Дабі). Школа пропонує стаціонарну MBA-програму (магістр ділового адміністрування), Executive MBA-програму для професіоналів з досвідом, магістерську програму з фінансів, PhD-програму з менеджменту та інші програми для професіоналів з досвідом. INSEAD постійно займає провідні позиції в міжнародних рейтингах бізнес-освіти у світі. MBA-програма в INSEAD зайняла перше місце в глобальному рейтингу, за версією Financial Times в 2016 році.

## Історія
INSEAD був заснований у 1957 році венчурним капіталістом та професором Гарвардського університету. Джорж Доріот, разом з Клодом Янссеном та Олів'є Жискар д'Естеном. Гроші на заснування були виділені Паризькою торгово-промисловою палатою. Школа почала працювати у приміщенні замку Фонтенбло, перж ніж переїхати до теперішнього Європейського кампусу в 1967 році. Назва INSEAD — це акронім французьких слів "Institut Européen d'Administration des Affaires", або Європейський Інститут Ділового Адміністрування.

### Хронологія
- 1957: INSEAD засновано[4]
- 1959: Перший набір MBA студентів у Фонтенбло, Франція
- 1960: Першій випуск студентів з MBA-програми

- 1967: Відкриття першого кампуса на краю лісу у Фонтенбло (зараз 'Європейський кампус')
- 1968: Перша програма Executive Education для професіоналів з досвідом
- 1971: Створення CEDEP, European Centre for Continuing Education, або Європейський центр безперервної освіти, поряд з будовою INSEAD у Фонтенбло
- 1976: Запуск фонду випускників INSEAD Alumni Fund
- 1980: Відкриття Європейсько-азійського центру INSEAD у Фонтенбло
- 1983: MBA-програма починає випускати студентів двічі на рік (у грудні та липні)
- 1987: Оголошення співробітництва INSEAD з Fundação Dom Cabral
- 1989: Запуск програми PhD
- 1995: Запуск першої дослідницької кампанії INSEAD Development Campaign,[8] ініціативи, яка зібрала кошти для забезпечення кафедр і наукових досліджень
- 2000: Відкриття кампусу у Сінгапурі (зараз 'Азійський кампус') [9]
- 2001: Оголошення альянсу INSEAD-Wharton[10] та перші обміни МВА студентами
- 2003: Запуск програми Executive MBA
- 2004: Відкриття навчального простору Plessis Mornay для Executive Education у Європейському кампусі
- 2007: INSEAD-центр відкрився у Абу-Дабі, у першу чергу для наукових досліджень і виконавчої освіти; запуск подвійного ступеню Executive MBA з Університетом Цінхуа в Китаї, Tsinghua University[11]
- 2010: INSEAD-центр в Абу-Дабі набирає статусу кампусу[6]
- 2012: Запуск спеціалізованої магістерської програми з фінансів
- 2013: Запуск обміну MBA студентами з Китайсько-європейською бізнес-школою CEIBS[12]
- 2015: Урочисте відкриття Центру розвитку лідерства у Сінгапурі[13]

## Кампуси (університетські містечка)
Перший кампус INSEAD (Європейський кампус) розташований у Фонтенбло, неподалік від Парижу, Франція. Другий кампус  INSEAD (Азійський кампус) знаходиться у місті-державі Сінгапур, в окрузі Buona Vista. Третій і найновіший кампус (кампус Близького Сходу) знаходиться в Абу-Дабі.
Бізнес-школа INSEAD була піонером у підвищенні глобальної присутності і міжнародоного характеру його викладачів і навчальних програм за допомогою створення декилькох кампусів. [14] [15] Соціологічне дослідження Гарвардської бізнес-школи, наприклад, розглядає підхід INSEAD до бізнес-освіти в глобальному контексті та функціонування бізнес-школи з кількома кампусами.

## Навчальні програми

### MBA-програма (магістр ділового адміністрування)
INSEAD є унікальним у надаванні її учасників MBA можливості вивчати основні курси MBA в будь-якому зі своїх двох кампусів, Європейському чи Азійському [17] (а також пропонує факультативний модуль МВА в своєму кампусі на Близькому Сході). [18] Все учасники MBA вивчають ті ж самі основні курси незалежно від кампуса в якому вони почали навчатися. Деякі викладачі вчать на обох кампусах Європи і Азії, але є також і постійний викладацький склад у кожному з трьох кампусів, який живе і працює у відповідних регіонах. [19]
INSEAD пропонує два випуски МВА на рік : один починається у вересні і триває 10 місяців; другий починається у грудні і триває 12 місяців. 12-ти місячна програма спрямована на студентів, які хочуть отримати можливість зробити літнє стажування. [20]
Навчальний план INSEAD MBA включає в себе ряд необхідних основних курсів та факультативів. Основні курси охоплюють традиційні дисципліни управління, включаючи фінанси, економіку, організаційну поведінку, бухгалтерський облік, етику, маркетинг, статистику, управління операціями, міжнародний політичний аналіз, управління поставками, лідерства та корпоративної стратегії. Студентам також пропонується 75 факультативів на вибір [21] в таких областях, як бухгалтерський облік і контроль, науки прийняття рішень, економіки та політології, підприємництва та сімейного бізнесу, фінансів і стратегії, маркетингу, технології та управління операціями. INSEAD підкреслює глобальний характер своєї освіти та студентства, і вимагає, щоб студенти володіли двома мовами під час вступу і трьома при випуску.

### Програма Executive MBA
Традиційні програми Executive MBA (ЕМВА) орієнтовані на керівників вищої ланки, де роботи студентів змістовно спираються на значний досвід.
Програма INSEAD Executive MBA називається Global Executive MBA (GEMBA),[22] це програма рівня Магістр яка викладається на основі часткової зайнятості чи на так званій модульній основі.
INSEAD пропонує досвідченим керівникам інтенсивний 14-17 місячний модульний курс який можу буде здійснений трьома способами в залежності від обраного початкового кампусу. Щоб дозволити учасникам продовжувати свою роботу, програма проходить в модульному режимі (приблизно кожні шість-сім тижнів). Щоб дозволити учасникам оптимізувати свої подорожі, кожен період на кампусі триває один чи два тижні. В цілому студенти проводять 12 тижнів між трьома кампусами.
Програма INSEAD EMBA також включає в себе довгостроковий груповий коучинг, повної 360-градусів оцінки і діяльності команди, призначених для розробки стилю керівництва, який називається Програма Розвитку Лідерства або Leadership Development Program.[23]

### Програма Executive Master in Coaching and Consulting for Change
Ця спеціалізована магістерська програма навчає основам базових рушійних сил людської поведінки і прихованих механізмів організацій. Об'єднуючи бізнес-освіту з цілою низкою психологічних дисциплін, програма дозволяє учасникам зрозуміти себе та інших на фундаментальному рівні, що готує їх взяти на себе значну роль в управлінні підприємствами, індивідуальному та організаційному розвитку, а також регулюванні змін.

### Ступінь кандидата наук (PhD)
Ступінь кандидата наук з менеджменту в INSEAD - це вчений ступінь, який готує студентів до науково-дослідницької діяльності в ролі професорів у галузі менеджменту. Вона вимагає від чотирьох до п'яти років очного навчання - перші два роки програми присвячені роботі, а третій і четвертий (або іноді п'ятий) присвячені дослідженню і написанню дисертації. Студенти, допущені до програми, мають можливість почати свої дослідження або в університеті в Азії (Сінгапур), Європі (Франція), або відправитися за обміном в Північну Америку (США) через Альянс INSEAD-Wharton. У ній студенти мають можливість спеціалізуватися в одній з восьми областей: бухгалтерський облік, прийняття рішень, підприємництво, фінанси, маркетинг, організаційна поведінка, стратегія і менеджмент технологій і операцій. INSEAD пропонує стипендії, згідно з якими студенти отримують повне звільнення від плати за навчання, щорічну стипендію і фінансову підтримку досліджень.

### Магістр фінансів
Ступінь магістра в галузі фінансів (MFin) в INSEAD вчить слухачів фінансовим і бухгалтерським навичкам нарівні з учнями за програмою МВА, а також дає уявлення про управління і менеджмент, що, як правило, не зустрічається в традиційній програмі навчання у області фінансів. MFin в INSEAD пропонується в модульному форматі за період 20-ти місяців, щоб дозволити фахівцям вчитися, продовжуючи працювати. Учасники беруть відгул на роботі на період кожного з 5 модулів (2-3 тижні кожен), щоб відвідувати заняття в університетському містечку і продовжити роботу між ними.

## Навчання топ менеджерів
INSEAD проводить як спеціалізовані освітні програми для керівних працівників підприємств і фірм, так і програми з відкритою реєстрацією в своїх університетах в Європі і Азії і Близькому Сході, а також в партнерстві з корпоративними університетами. Учасники, як правило, приходять зі старшої чи вищої ланки управління, з багаторічним досвідом роботи в рамках своєї компанії або галузі, або молодші, з високим потенціалом, яких розглядають як ключ в стратегіях наступності в їх компаніях. Близько 12,000 керівників з більш ніж 125 країн проходять навчання на курсах або програмах в INSEAD щороку.
У 2011 році INSEAD стала видавати Сертифікат для керівних працівників у сфері глобального менеджменту - це офіційне визнання, яким нагороджуються учасники, що пройшли принаймні три програми INSEAD в сфері глобального менеджменту і управління протягом чотирьох років.

## Рейтинги і репутація
INSEAD незмінно входить в число провідних бізнес-шкіл в світі. Її програма MBA займає перше місце в світі згідно з рейтингом газети Файненшл Таймс у 2016 році. Подвійна ступінь спільно з Університетом Цінхуа за фахом МВА для керівників займає перше місце в світі згідно з Файненшл Таймс, а автономна всесвітня програма INSEAD за фахом МВА для топ менеджерів посідає сьоме місце в тому ж рейтингу.
INSEAD займає друге місце за кількістю випускників МВА, які в даний час є виконавчими директорами компаній, що входять у всесвітній рейтинг 500 компаній за версією Файненшл таймс, який складається з найбільших компаній світу за ринковою капіталізацією 
INSEAD має найбільшу кількість підприємців з неамериканських бізнес-шкіл згідно з даними школи 2015 року. 185 випускників INSEAD залучили майже 2 мільярди доларів в венчурних фондах.

## Партнерства та альянси
INSEAD має програми обміну з
- Школою Уортон Університету Пенсільванії (Альянс - запущений в 2001 році)
- Школою управління Келлогг (Програма обміну МВА - запущена в 2010 році)
- Школою поглиблених міжнародних досліджень Пола Х. Нітце при Університеті Джонса Хопкінса у Вашингтоні, округ Колумбія (Подвійна ступінь магістра і програма MBA - запущена в 2011 році)
- Університетом Цінхуа (Подвійна ступінь за фахом МВА для керівників - запущена в 2006 році)
- CEIBS (Китайською європейською міжнародною школа бізнесу) (Освітня програма для керівників - запущена в 2012 році, обмін MBA запущений в 2013 році)
- INSEAD є партнером-засновником багатопрофільного університету Сорбонни, створеного в 2012 році
- Коледжем дизайну Артцентр

## Методи навчання
Методи навчання в INSEAD включають кейси, лекції, навчання по системі рівний-рівному, семінари, робота в групах, бізнес-симуляції та рольові ігри.

### Кейси
Метод аналізу конкретних ситуацій широко використовується в класі як метод навчання. Конкретні ситуації у сфері бізнесу, створені професорами INSEAD, другі по частоті використання в класах бізнес-шкіл по всьому світу після конкретних ситуацій Гарвардської школи бізнесу.
Конкретні ситуації в сфері бізнесу, які були розроблені в INSEAD, отримали безліч нагород, були доступні в ситуаційних клірингових будинках і використовуються в багатьох інших бізнес-школах.

### Ігри та бізнес-симуляції
Ігри по бізнес-моделюванню в значній мірі використовуються в INSEAD. Багато з них були розроблені факультетами INSEAD Приклади ігор з бізнес-моделювання, які були розроблені факультетами INSEAD і використовуються в багатьох установах:
- Симуляція EIS (управління змінами)
- Forad (фінанси)
- INDUSTRAT (маркетинг)
- Markstrat (маркетинг)

### Інновації в освіті
Ряд досліджень і ініціатив проводяться в INSEAD щоб задіяти інноваційні підходи в навчанні.
Зокрема, центри проводять дослідження в області технологій навчання і підходів, таких як: 
- INSEAD CALT (Centre of Advanced Learning Technologies). INSEAD CALT був і продовжує бути задіяним в багатьох науково-дослідних проектах, зокрема тих, що фінансуються дослідними програмами Європейської комісії за такими підходами, як бізнес-симуляції або навчальні спільноти.
- Інноваційний центр навчання INSEAD. Інноваційний центр навчання INSEAD був заснований для управління інноваціями в розробці і здійсненні програм INSEAD. Наприклад, інноваційний центр навчання INSEAD ввів використання віртуального світу Second Life як інструменту освіти.
- Електронна лабораторія INSEAD. Електронна лабораторія є центром INSEAD, який з'єднує дослідних спонсорів і зовнішніх співробітників, зацікавлених в області великих даних і аналізу даних з досвідом INSEAD в цій великій області. Електронна лабораторія INSEAD проводить дослідження і підтримує навчання, зосереджене на аналізі даних, бізнес-рішеннях, інструментах, механізмах і результатах аналітичної обробки досліджень, які можуть допомогти вченим і практикам отримувати більше вигоди з величезних можливостей, які відкриває "світ даних". Для досягнення цієї мети, центр включає в себе факультет INSEAD зі спеціальними знаннями в конкретній галузі (наприклад, в області маркетингу, економіки, операцій або фінансів), старшими науковими співробітниками з різних областей, інженерами та спеціалістами по обробці даних, а також колегами з інших наукових установ, так само як і приватного сектора. Центр також використовує ультрасучасні методи аналізу даних і спільні платформи для розробки програмного забезпечення, які дозволяють передові методи аналізу даних і безперервну взаємодію всередині INSEAD, а також з іншими установами та спонсорами.